# Vojtěch Rödl
Vojtěch Rödl (1 de abril de 1949) é um matemático tcheco.
É atualmente professor da cátedra Samuel Candler Dobbs da Universidade Emory, Atlanta, conhecido por seu trabalho em combinatória. Obteve o doutorado em 1976 na Universidade Carolina em Praga. Suas contribuições significantes inclui seu trabalho colaborativo com Jaroslav Nešetřil sobre a teoria de Ramsey, sua prova da conjectura de Erdős-Hanani e o desenvolvimento, juntamente com Nagle, Schacht e Skokan (e independentemente de William Timothy Gowers), do lema da regularidade de hipergrafos. Em 2012 foi laureado com o Prêmio George Pólya, juntamente com seu antigo aluno Mathias Schacht, por seu trabalho sobre a regularidade de hipergrafos. Tem número de Erdős 1.